# 오스트레일리아느시
오스트레일리아느시(Australian bustard)는 오스트레일리아 북부와 뉴기니섬 남부 전역의 초원, 삼림지대, 개방된 농경지에서 흔히 볼 수 있는 대형 육상 조류이다. 키는 약 1m에 이르며, 날개 길이는 그 두 배 정도에 달한다. 이 종은 유목성으로 먹이가 풍부한 지역을 찾아 날아다니며, 장거리 이동이 가능하다. 한때 오스트레일리아의 개활지에 널리 분포하며 흔했지만, 농업용으로 개간된 지역에서는 보기 드문 새가 되었다. 잡식성으로 주로 식물의 열매나 씨앗을 먹지만, 귀뚜라미, 메뚜기 같은 절지동물은 물론 소형 포유류, 조류, 파충류 등도 섭취한다.

## 묘사
오스트레일리아느시는 느시속에 속한 오스트레일리아의 유일한 종으로, 이 속은 아프리카, 인도, 오스트랄라시아 지역에 분포한다. 오스트레일리아느시는 형태와 행동 면에서 북아메리카 칠면조를 닮은 대형 육상 조류로, 탁 트인 평원을 느릿하게 성큼성큼 걸어다니는 습성과 크고 긴 다리로 쉽게 식별할 수 있다. 몸빛깔은 머리꼭대기와 목덜미가 검고, 긴 목의 앞부분은 연한 회색이며, 날개와 몸 윗부분은 갈색 깃털로 덮여 있다. 수컷과 암컷은 전체적으로 비슷한 외형을 가지나, 암컷이 체구, 날개 길이, 체중 면에서 더 작다.  복부는 흰색이며, 목의 연한 회색과는 검은 깃털띠로 구분된다. 날개덮깃에는 검은색과 흰색이 얼룩덜룩 섞인 무늬가 있어, 특히 날 때 뚜렷하게 드러난다. 홍채는 흰색이며, 부리는 희끄무레하거나 갈색을 띤다. 다리는 길고 노란색에서 크림색을 띤다.
수컷은 키가 최대 1.2 m, 날개 길이는 2.3 m에 달한다. 수컷의 평균 체중은 6.3 kg이며, 범위는 4.3~12.76 kg 사이이다. 암컷은 훨씬 작아 키는 약 0.8 m, 날개 길이는 1.8 m이며, 평균 체중은 3.2 kg로, 범위는 2.4~6.35 kg이다. 다만 암컷도 수컷과 비슷한 깃털색을 지닌다.

## 행동
이 종은 주로 지상에서 생활하며, 보통 혼자 또는 쌍으로 천천히 걷는 모습으로 관찰된다. 방해를 받으면 오스트레일리아느시는 목을 곧게 세우고 부리를 위로 향하게 하여 위장 자세를 취하는 경우가 많다. 경계심이 생기면 천천히 멀어지거나 달려 도망치며, 비행은 최후의 수단으로 사용한다. 땅을 떠날 때는 날개를 무겁게 퍼덕이며 비상한다. 알을 품고 있는 암컷은 방해를 받으면 웅크린 채 움직여 자리를 피하며, 날지 못하는 어린 개체는 움직이지 않고 깃털의 위장색에 의존해 포식자로부터 숨는다. 겉보기에는 비행이 힘들어 보이지만, 강한 근력과 지구력을 갖추고 있어 장거리 비행이 가능하다. 잠자리는 탁 트인 평원의 높은 지점이나, 이용 가능한 경우 나무 위를 이용한다.
번식기에는 개체 수가 눈에 띄게 늘어난다. 평소에는 매우 조심스럽고 방해를 꺼리는 습성을 보이지만, 번식기의 수컷은 화려한 구애 행동과 함께 크고 울리는 소리로 존재를 드러낸다. 수컷은 목에 있는 주머니를 부풀려 긴 깃털을 치마처럼 흔들며 펼쳐 보이고, 머리는 위로 당당히 들어 올리며, 날개는 아래를 향하게 하고 꼬리깃은 등 위로 아치형으로 구부린다. 수컷은 이러한 자세를 취한 채 영역을 활보하면서 낮고 울리는 포효음을 낸다. 구애 중인 수컷의 소리는 "후-우-우-우(who-o-o-o)"로 음차되기도 한다. 수컷들은 번식기 동안 서로 인접한 거리에서 관찰되며, 구애 동작과 울음소리를 이용해 영역을 주장하고 경쟁하지만, 작은 느시 종들에서 흔히 나타나는 직접적인 충돌은 드물다. 단 한 차례, 아넘랜드에서 약 25 m 높이에서 육체적 충돌이 발생한 사례가 기록되었는데, 이는 수컷들 간의 과시와 추격 끝에 일어난 일이며, 덩치가 큰 이 종에서는 부상 위험이 커 드문 행동으로 여겨진다.
오스트레일리아느시는 둥지를 짓는 행동을 하지 않는다. 산란 수는 보통 1개이며, 드물게 2개를 낳기도 하며, 작은 관목이나 덤불 근처의 장식 없는 맨땅 위에 알을 낳는다. 알의 껍데기에는 올리브 갈색의 반점과 줄무늬가 대부분의 표면에 퍼져 있으며, 특히 알의 큰 쪽 끝부분을 더 촘촘히 덮는 경향이 있다. 바탕색은 더 연한 올리브 갈색 또는 올리브 녹색이다. 포란은 암컷이 단독으로 맡는다. 알의 크기는 75 × 55 mm이다. 새끼는 부화 후 포식자를 피하기 위해 곧바로 산란지를 떠나며, 검정색과 갈색이 얼룩덜룩한 솜털 깃털의 보호색에 의존해 몸을 웅크리고 움직이지 않음으로써 위장을 유지한다.

## 분포 및 서식지
이 종의 분포 범위는 오스트레일리아 대륙의 광범위한 지역을 포함하며, 때때로 파푸아뉴기니와 인도네시아의 남부 지역까지 확장된다. 그러나 오스트레일리아 동남부에서의 출현은 줄어들었으며, 한때 기록되었던 지역에서는 더 이상 나타나지 않는다.
각각의 개체군은 위성 추적과 태그 부착 또는 지역 사회에 의한 조사를 통해 연구되었으며, 습기가 많은 지역의 지역 개체군이 더 지속적이고 국지적인 경향이 있다는 것이 밝혀졌다. 이 새들은 농지를 개간하거나 메뚜기 떼가 발생할 때 지역적으로 많이 나타날 수 있다. 오스트레일리아 북부와 북서부의 강수량이 많은 지역에서는 지역 충실도가 가장 높다고 보고되었다.
이 종이 선호하는 서식지는 열린 초원으로, 일부 나무가 있거나 스피니펙스 평원과 저지대 덤불 지대가 포함된다. 오스트레일리아느시는 화재 후 더 밀집된 식물군에 들어가며, 골프장이나 농지와 같은 인공적으로 개간된 지역에서도 관찰된다.